# Epispasta abbreviata
Epispasta abbreviata es una especie de coleóptero de la familia Meloidae.

## Distribución geográfica
Habita en Paraguay, Argentina y Brasil.